# Kilima griseovariegata
Kilima griseovariegata är en spindelart som först beskrevs av Albert Tullgren 1910.  Kilima griseovariegata ingår i släktet Kilima och familjen hjulspindlar. Inga underarter finns listade i Catalogue of Life.